# Bisbat de Liepāja
El bisbat de Liepāja (letó:  Diecēzē Liepājas, llatí: Dioecesis Liepaiensis) és una seu de l'Església Catòlica a Letònia, sufragània de l'arquebisbat de Riga. Al 2013 tenia 28.000 batejats sobre una població de 280.000 habitants. Actualment està regida pel bisbe Viktors Stulpins.

## Territori
L'arxidiòcesi s'estén sobre 13.210 km², i comprèn la part occidental de Letònia, corresponent a la regió històrica de Curlàndia.
La seu arxiepiscopal és la ciutat de Liepāja, on es troba la catedral de sant Josep.
El territori està dividit en 33 parròquies.

## Història
La diòcesi va ser erigida el 8 de maig de 1937 mitjançant la butlla Aeterna animarum salus del Papa Pius XI, prenent el territori a l'arxidiòcesi de Riga.
El 2 de desembre de 1995 cedí una porció del seu territori per tal que s'erigís el bisbat de Jelgava.

## Cronologia episcopal
- Antonijs Urbšs (Urbbs) † (29 d'abril de 1938 - 11 d'agost de 1965 mort)
  - Sede vacante (1965-1991)
  - Julijans Vaivods † (10 de novembre de 1964 - 23 de maig de 1990 mort) (administrador apostòlic)
  - Jānis Cakuls (23 de maig de 1990 - 8 de maig de 1991) (administrador apostòlic)
- Jānis Bulis (8 de maig de 1991 - 7 de desembre de 1995 nomenat bisbe de Rēzekne-Aglona)
- Ārvaldis Andrejs Brumanis † (7 de desembre de 1995 - 12 de maig de 2001 jubilat)
- Vilhelms Toms Marija Lapelis, O.P. (12 de maig de 2001 - 20 de juny de 2012 renuncià)
- Viktors Stulpins, des del 20 del juliol de 2013

## Estadístiques
A finals del 2013, la diòcesi tenia 28.000 batejats sobre una població de 280.000 persones, equivalent al 10,0% del total.
| any  | població | població | població | sacerdots | sacerdots       | sacerdots       | sacerdots             | diàques | religiosos | religiosos | parroquies |
| ---- | -------- | -------- | -------- | --------- | --------------- | --------------- | --------------------- | ------- | ---------- | ---------- | ---------- |
| any  | batejats | total    | %        | total     | clergat secular | clergat regular | batejats por sacerdot | diàques | homes      | dones      |            |
| 1950 | 89.617   | 592.028  | 15,1     |           |                 |                 |                       |         |            |            |            |
| 1999 | 33.000   | 314.500  | 10,5     | 11        | 7               | 4               | 3.000                 |         | 5          | 4          | 23         |
| 2000 | 33.000   | 314.500  | 10,5     | 10        | 5               | 5               | 3.300                 |         | 6          | 4          | 25         |
| 2001 | 33.000   | 347.500  | 9,5      | 12        | 8               | 4               | 2.750                 |         | 5          | 7          | 27         |
| 2002 | 33.000   | 314.500  | 10,5     | 12        | 8               | 4               | 2.750                 |         | 6          | 6          | 27         |
| 2003 | 33.000   | 314.500  | 10,5     | 12        | 8               | 4               | 2.750                 |         | 6          | 6          | 27         |
| 2004 | 33.000   | 314.500  | 10,5     | 11        | 7               | 4               | 3.000                 |         | 7          | 6          | 30         |
| 2013 | 28.000   | 280.000  | 10,0     | 16        | 11              | 5               | 1.750                 |         | 5          | 11         | 33         |